# Siegtalbrücke
La Siegtalbrücke (letteralmente: "viadotto Sieg") è un viadotto autostradale tedesco, sito lungo l'autostrada A45 (strada europea E41) nel territorio cittadino di Siegen.
Esso valica a grande altezza la valle del fiume Sieg.

## Storia
Il viadotto fu costruito dal 1964 al 1969 su progetto di Hans Wittfoht.

## Caratteristiche
Si tratta di un viadotto di 1053 m di lunghezza, in calcestruzzo armato, che raggiunge un'altezza massima sul fondovalle di 106 m. Le campate hanno luce variabile (le due maggiori di 105 m).